# Francesc Martínez Miret
Francesc Martínez Miret (Beniopa, 1901 - 1936) va ser un sacerdot i poeta valencià.
Als dotze anys va ingressar al seminari dels Pares Camils, a Vic. Allà va estudiar teologia, llatí i grec, i va conèixer la literatura de la renaixença. Els seus poemes, alguns dels quals publicats en revistes com El Vers Valencià (sovint amb el pseudònim Ben-Ogra), reflecteixen una notable influència del seu admirat Verdaguer. A l'inici de la Guerra Civil Espanyola torna al poble d'amagat, on gràcies a les gestions de l'alcalde no pateix cap represàlia. La seua sort canvia a la tardor, i el 3 d'octubre del 1936, membres de la comarcal de la FAI el detenen junt al sacerdot Vicent Aparisi. Foren portats fora del poble i mai més se'ls va vore ni s'ha sabut on estan soterrats.
El 1987, el CEIC Alfons el Vell de Gandia va publicar la seua poesia reunida en un volum, Esclats poètics, a cura d'Antoni Garcia.